# Gertrude Fronius

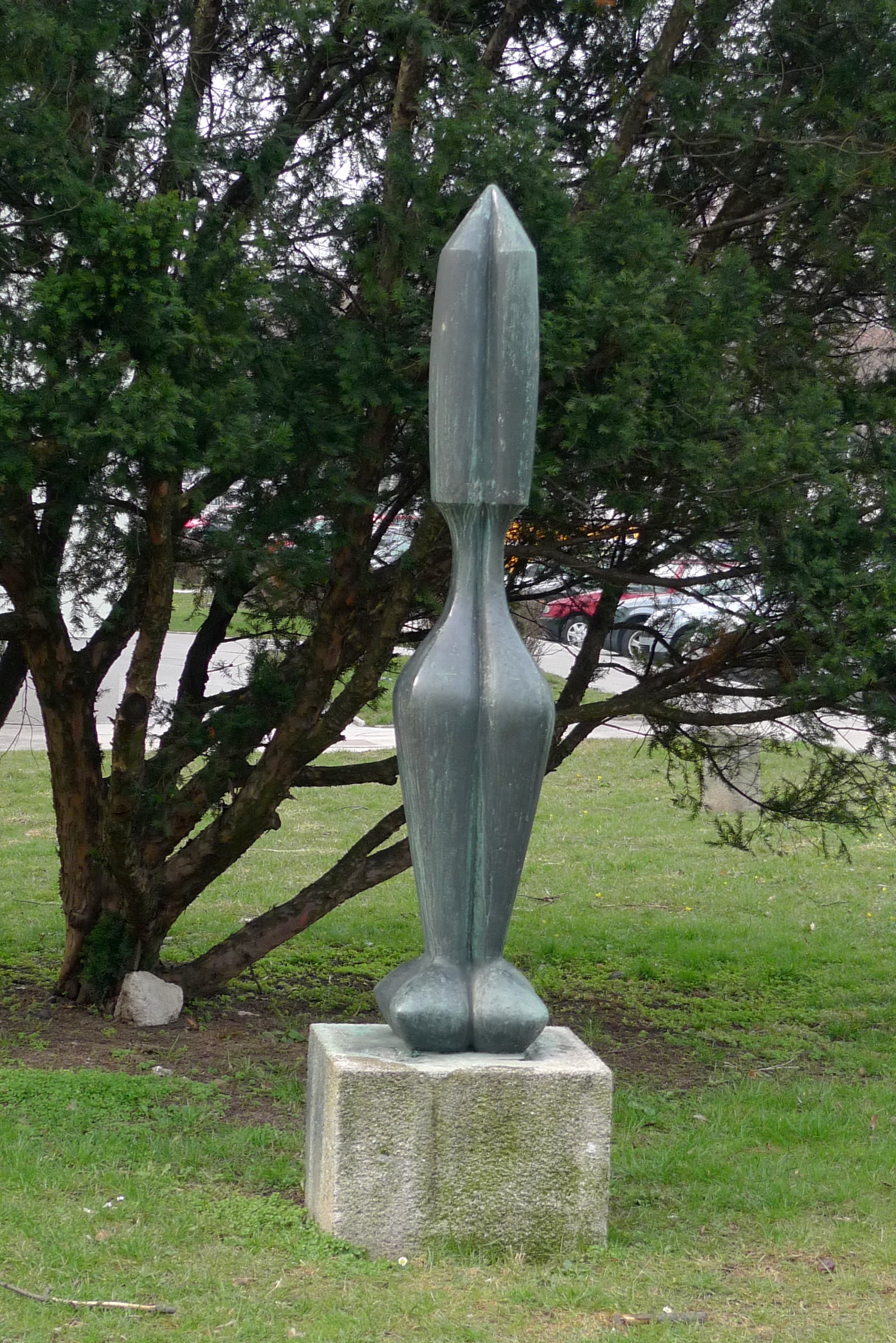
Abstrakte Form

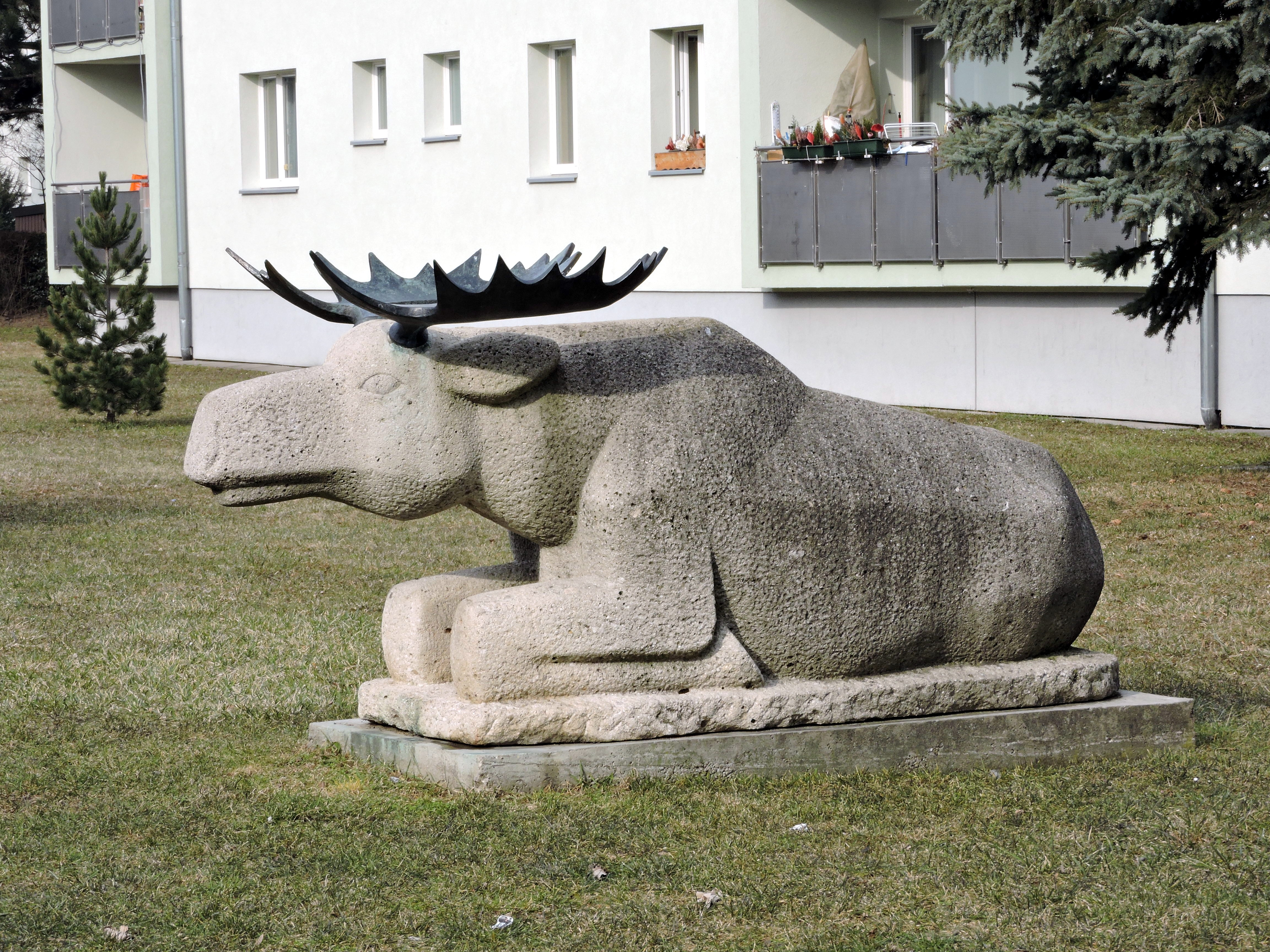
Elch – Oskar-Helmer-Hof, Wien 21

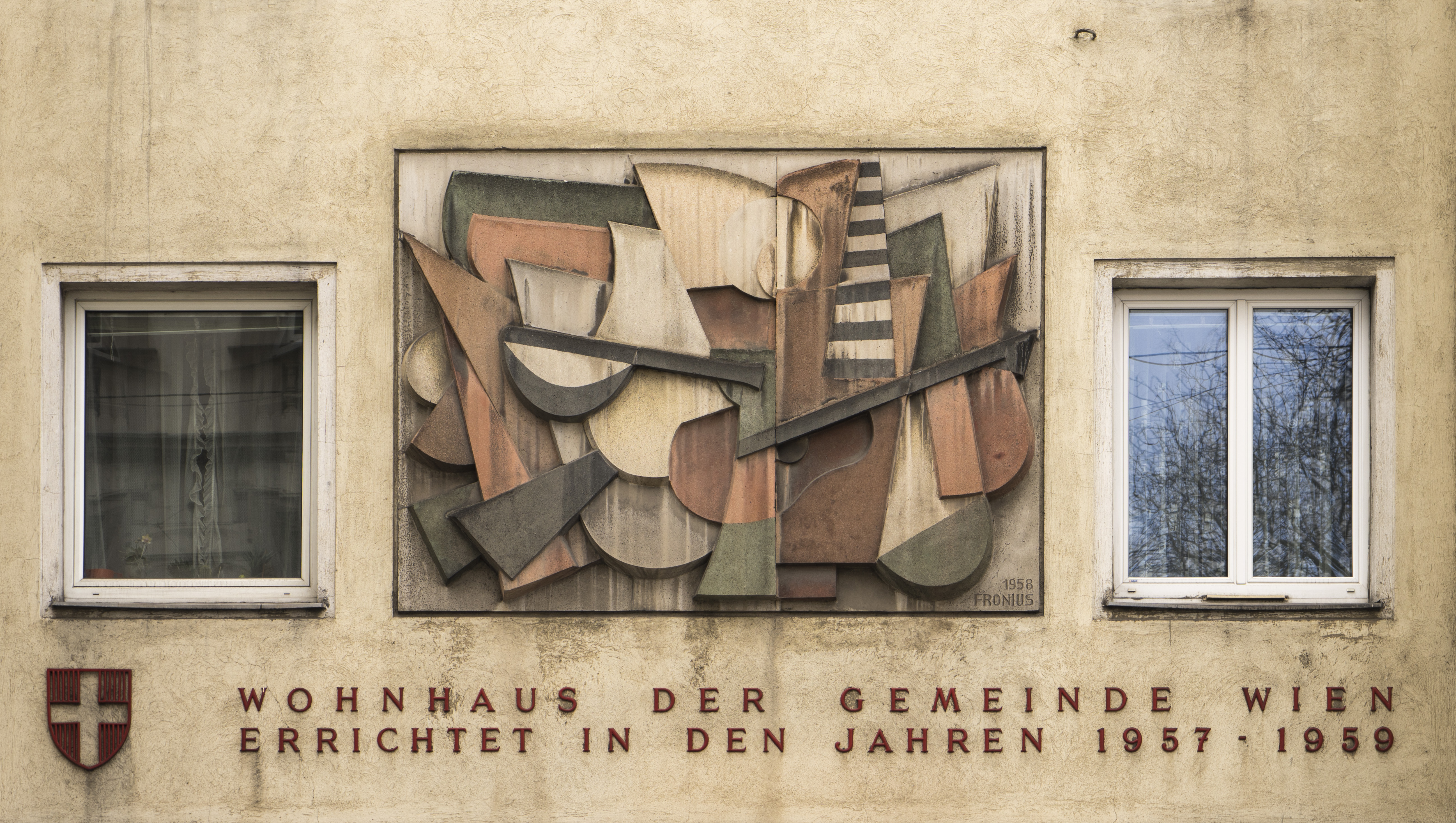
Wandrelief Hausmusik, Wien 9

Gertrude (Trude) Fronius, verheiratete Fronius-Auer (* 16. August 1926 in Wien), ist eine österreichische Bildhauerin und Restauratorin.

## Leben
Gertrude Fronius absolvierte zunächst eine kaufmännische Lehre, bevor sie zwei Jahre lang die Fächer Rezitation und dramatische Kunst am Horak-Konservatorium belegte. Von 1949 bis 1951 studierte sie in Wien an der Akademie für angewandte Kunst bei Fritz Cremer und anschließend 1951/1952 an der Akademie der bildenden Künste Wien bei Fritz Wotruba. Nach dem Diplom (1952) ging sie für ein Jahr nach Mailand an die Accademia di Belle Arti di Brera bei Marino Marini. 
Ab 1953 war Fronius als freischaffende Bildhauerin in Wien tätig. Sie lehrte ab 1973 an der Akademie der bildenden Künste Wien, zunächst Ton-, Gips- und Gusstechnik sowie von 1980 bis 1984 plastische Gestaltung für Kunsterzieher. Sie selbst arbeitete zeitgleich auch als Kunsterzieherin in Wiener Neustadt. 1983 erlangte sie den Magister Artium und wirkte ab dem Folgejahr wieder freischaffend.
Für ihre Skulpturen und Reliefs verwendet Fronius die Materialien Stein, Kunststein und Bronze. Als Motiv dienen ihr häufig Tiere (Wild), deren Formen vereinfacht dargestellt sind und die stilistisch zum Kubismus tendieren. Daneben entstanden konstruktivistische Dekorationsarbeiten. Auch Glas- und Keramikmosaike, überwiegend realisiert als Kunst am Bau an Gemeindewohnbauten der 1950 und 1960er Jahre in Wien, gehören zu ihrem Gesamtwerk. Als Restauratorin erhielt sie Aufträge für bedeutende Kunstdenkmäler und Bauten. Insbesondere restaurierte sie barocke Stein-Skulpturen wie die Pestsäulen in Perchtoldsdorf, Pulkau und Wien.
Gertrude Fronius ist mit dem Bildhauer Walter Auer (* 1932) verheiratet.

## Werke

### Bildhauerwerke im öffentlichen Raum der Stadt Wien
Gertrude Fronius schuf eine Reihe von Auftragsarbeiten für die Stadt Wien:
- Wien 9., Marktgasse 9–13: Kunststeinreliefs Marktverkäufer und Marktverkäuferin (Mann mit Gans, Öbstlerin mit Butte – 1956) zur Erinnerung an den Straßenmarkt.
- Wien 9., Liechtensteinstraße 131–133: Wandrelief Hausmusik (1957–1959) mit einer Größe von 3 × 2,5 m
- Wien 12., Gaßmannstraße 1: Bronzeplastik Abstrakte Form (1967)
- Wien 21., Oskar-Helmer-Hof (Strebersdorf): Elch (1966)
- Wien 20.; Brigittaplatz 2: Kunststeinplastik "Sitzender Eisbär" (1961)

## Auszeichnungen und Preise
- 1956, 1962: Theodor-Körner-Preis
- 1961: Preis des Wiener Kunstfonds
- 1972: Ehren-Medaille der Stadt Klagenfurt

## Mitgliedschaften
- Künstlerhaus (1961)
- Kunstverein Kärnten (1973)